# Kazimierz Twardowski
Kazimierz Twardowski, plným jménem Kazimierz Jerzy Skrzypna-Twardowski, Ritter von Ogończyk (20. říjen 1866, Vídeň – 11. únor 1938, Lvov), byl polský filozof, psycholog a pedagog narozený v Rakousku. Byl představitelem logického pozitivismu (novopozitivismu) a nadšeným učitelem. Organizoval a reformoval výuku filosofie v Polsku a sám měl mnoho žáků, kteří vytvořili tzv. lvovskou a později lvovsko-varšavskou školu. Analyzoval psychologické, logické a etické pojmy, zkoumal z hlediska psychologie a sémantiky též proces poznání.

## Život
Narodil se polským rodičům ve Vídni (jeho bratrem byl politik Juliusz Twardowski). Navštěvoval Tereziánskou akademii (Theresianum), střední školu pro vídeňskou měšťanskou elitu. V roce 1885 se Twardowski zapsal na univerzitě ve Vídni a stal se studentem Franze Brentana. Kromě filozofie Twardowski také studoval historii, matematiku, fyziku a fyziologii. Roku 1892 obhájil doktorskou dizertační práci o Descartovi, to již pod vedením Roberta von Zimmermanna. V letech 1891–1892 byl Twardowski na studijním pobytu v Lipsku, kde navštěvoval přednášky Wilhelma Wundta a Oswalda Külpeho, a v Mnichově, kde zase učil Carl Stumpf. V letech 1892-1895 pracoval v pojišťovací společnosti a přiživoval se též jako novinář, publikoval články o filozofii, literatuře a hudbě, v němčině i polštině. Roku 1894 habilitoval a působil poté jako docent na Vídeňské univerzitě, kde vedl kurzy logiky. O rok později byl jmenován mimořádným profesorem na univerzitě ve Lvově, kde se nakonec stal rektorem. Pro práci na zdejší univerzitě se nadchl. Šlo v té době o jednu ze dvou polsky mluvících univerzit. Viděl jako svou povinnost přivést Brentanův styl filozofování do polského prostředí. Pořádal ve Lvově též přednášky pro veřejnost, které pro svou masovost musely být nakonec přeneseny do Velké koncertní síně Lvovské hudební společnosti. Soustředil se na základní kurzy jednotlivých oborů a upozadil příliš specializované předměty. Na tehdejší dobu bylo mezi jeho studenty mnoho dívek (mimo jiné Izydora Dąmbska, Maria Lutman-Kokoszyńska a Seweryna Łuszczewska-Romahnowa). Roku 1907 na univerzitě zřídil laboratoř psychologie. Roku 1911 založil časopis Ruch Filozoficzny. Twardowského studenti po první světové válce obsadili pozice na všech filozofických fakultách v Polsku (s výjimkou Lublinu).